# 5627 Short
Az 5627 Short (ideiglenes jelöléssel (5627) 1991 MA) egy kisbolygó a Naprendszerben. Robert H. McNaught fedezte fel 1991. június 16-án.